# پل کارول
پل کارول (انگلیسی: Paul Carroll (volleyball)؛ زادهٔ ۱۶ مهٔ ۱۹۸۶) بازیکن والیبال اهل استرالیا است.
کارول در حال حاضر عضو تیم ملی والیبال استرالیا و باشگاه شارلوتنبرگ برلین است. وی در لیگ والیبال آلمان ۲۰۱۳ به عنوان باارزش ترین بازیکن انتخاب شد.